# Vitamina B3
La vitamina B3, niacina, ácido nicotínico o vitamina PP, con fórmula química C6H5NO2 es una vitamina hidrosoluble y que forma parte del complejo B. Actúa en el metabolismo celular formando parte del coenzima NAD y NADP. Es absorbida por difusión pasiva, no se almacena y los excedentes se eliminan en la orina. Sus derivados, NADH y NAD+, y NADPH y NADP+, son esenciales en el metabolismo energético de la célula y en la reparación del ADN. La designación vitamina B3 también incluye a la correspondiente amida, la nicotinamida o niacinamida, con fórmula química C6H6N2O.
Dentro de las funciones de la niacina se incluyen la eliminación de sustancias químicas tóxicas del cuerpo y la participación en la producción de hormonas esteroideas sintetizadas por la glándula suprarrenal, como son las hormonas sexuales y las hormonas relacionadas con el estrés. Otro dato sobre el ácido nicotínico es que tanto él como sus derivados son potentes rubefacientes.

## Historia

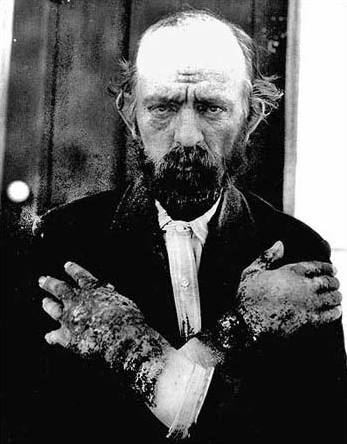
Una persona con pelagra causada por la deficiencia crónica de vitamina B_{3} en la dieta.

La niacina fue descubierta por primera vez por la oxidación de la nicotina, que forma el ácido nicotínico. Cuando las propiedades del ácido nicotínico fueron descubiertas, se consideró prudente escoger un nombre para poder diferenciarlo de la nicotina y así evitar la percepción de que las vitaminas o alimentos ricos en niacina contienen nicotina. El resultado fue el nombre de niacina, derivado de ácido nicotínico + vitamina.
Algunos científicos hicieron aportes de gran importancia con respecto a la niacina, los cuales fueron:
- 1867: Huber fue el primero en sintetizar el ácido nicotínico.
- 1914: Funk aisló el ácido nicotínico de la cascarilla de arroz.
- 1915: Goldberg demostró que la pelagra era una enfermedad nutricional.
- 1935: Warburg y Christian determinaron que la niacinamida es esencial en el transporte de hidrógeno como NAD+.
- 1936: Euler y colaboradores aislaron el NAD+ y determinaron su estructura.
- 1937: Fouts y otros curaron la pelagra con niacinamida.
- 1947: Handley y Bond se dieron cuenta de que el tejido animal es capaz de convertir el triptófano en niacina.[5]

Por otra parte, a la niacina, también denominada vitamina B3, le fue adjudicado este número con base en que fue la tercera vitamina del complejo B en ser descubierta. Históricamente también ha sido referida como vitamina PP, un nombre derivado del término "factor de prevención de la pelagra", ya que la enfermedad de la pelagra es debida a la deficiencia de niacina en la dieta.

## Formas de la niacina
Con el término genérico de niacina o vitamina PP se entiende el ácido nicotínico, su amida (la nicotinamida) y todos los derivados biológicos que se pueden transformar en compuestos biológicamente activos. Por lo general se define la actividad de la niacina en los alimentos como concentración de ácido nicotínico formado por la conversión del triptófano, contenido en los alimentos, en niacina. Ésta es biológicamente precursora de dos coenzimas que intervienen en casi todas las reacciones de óxido-reducción: el nicotín adenín dinucleótido (NAD+) y el nicotín adenín dinucleótido fosfato (NADP+), las cuales ejercen su actividad como coenzimas que intervienen en casi todas las reacciones de óxido-reducción, o bien con función no coenzimática, participando en reacciones anabólicas y catabólicas de carbohidratos, proteínas y grasas. La pelagra es la consecuencia de una carencia de vitamina PP (posee el factor PP, preventivo de la pelagra) y de triptófano o de su metabolismo.

## Biosíntesis
El hígado puede sintetizar niacina a partir del aminoácido esencial triptófano, pero la síntesis es extremadamente ineficiente; se requieren 60 mg de triptófano para sintetizar 1 mg de niacina. Los 5 miembros aromáticos heterocíclicos del aminoácido esencial triptófano, son rearmados con un grupo amino alfa de triptófano en los 6 miembros aromáticos heterocíclicos de niacina.

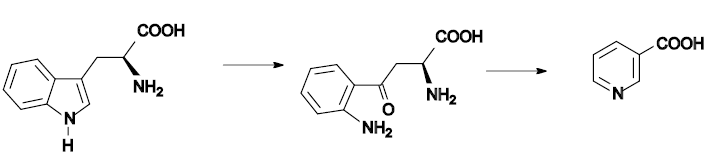
Biosíntesis: Triptófano → quinurenina → niacina.

Diferentes formas de niacina están contenidas en los alimentos (origen animal y vegetal), encontrándose como niacinamida, ácido nicotínico, las cuales son absorbidas en el intestino delgado, posteriormente pasan a la circulación y a partir de ellas se sintetiza NAD y NADP, formas activas de la vitamina. Estas se almacenan como NAD y NADP principalmente en el hígado y en los eritrocitos.
Algunas características de los sitios activos son:

### NAD+y NADH
- Presente en todas las células vivas
- El NAD+, que es un agente oxidante, acepta electrones de otras moléculas y pasa a ser reducido, formándose NADH, que puede ser utilizado entonces como agente reductor para donar electrones. La reacción es fácilmente reversible y por eso la coenzima puede ciclar de forma continua entre las formas NAD+ y NADH sin que se consuman.
- Fórmula molecular: C21H27N7O14P2.
- Es un dinucleótido, ya que consta de dos nucleótidos de anillos de ribosa; uno con nicotinamida unida a través de sus grupos y otro que contiene nicotinamida.
- Su principal función es la de transferir electrones.
- En el metabolismo, participa en las reacciones redox (oxidorreducción), llevando los electrones de una reacción a otra.
- El compuesto existe como dos diestereoisómeros ya que el grupo nicotinamida puede estar conectado en dos orientaciones al carbono anomérico.

### NADP+y NADPH
- El NADPH es la forma reducida del NADPv.
- En el NAD+, su grupo 2-hidroxi de un anillo de ribosa se fosforila por una molécula de ATP y se transforma en NADP+.
- Participa en reacciones anabólicas: síntesis de lípidos y ácidos nucleicos, que requieren NADPH como agente reductor.
- En las plantas se utiliza como poder de reducción para las reacciones en los ciclos independientes de la luz (ciclo de Calvin) y se reduce mediante la enzima ferredoxina-NADP+ reductasa.
- En los animales proporciona los equivalentes reductores para las reacciones biosintéticas y de oxidación-reducción involucradas en la protección contra la toxicidad de las especies de oxígeno reactivas.[6]

Los 5 miembros aromáticos heterocíclicos del aminoácido esencial, triptófano, son rearmados con un grupo amino alfa de triptófano en los 6 miembros aromáticos heterocíclicos de niacina por la siguiente reacción:

## Metabolismo de la niacina
Absorción y transformación. Las coenzimas se hidrolizan en el tracto intestinal y tanto el ácido nicotínico como la nicotinamida se absorben fácilmente en todos los tramos del intestino delgado. En el hígado, el triptófano se convierte en ácido nicotínico y posteriormente en nicotinamida. Este último compuesto reacciona con el 5-fosforribosil-1-pirofosfato para formar nicotinamida mononucleótido. Reacciones posteriores con ATP dan origen a NAD+ y NADP+.
La nicotinamida y el ácido nicotínico pueden ser transportados por la circulación hacia los diversos tejidos, en los cuales tiene lugar la formación de NAD+.
Degradación y excreción. La vía principal del metabolismo del ácido nicotínico y de la nicotinamida es a través de la formación de N-metilnicotinamida, que se metaboliza a piridonas. Los principales metabolitos urinarios de la niacina son la N-metilnicotinamida, las piridonas y el ácido nicotinúrico.

## Funciones de la niacina
Las formas coenzimáticas de la niacina participan en las reacciones que generan energía gracias a la oxidación bioquímica de hidratos de carbono, grasas y proteínas. El NAD+ y el NADP+ son fundamentales para utilizar la energía metabólica de los alimentos. La niacina participa en la síntesis de algunas hormonas y es fundamental para el crecimiento, además de funciones biológicas como mantener el buen estado del sistema nervioso, producir neurotransmisores, mejorar el sistema circulatorio relajando los vasos sanguíneos, mantener una piel sana, estabilizar la glucosa en la sangre y restaurar el ADN.
La nicotinamida y el ácido nicotínico se encuentran abundantemente en la naturaleza. Hay una predominancia de ácido nicotínico en las plantas, mientras que en los animales predomina la nicotinamida. Se encuentra principalmente en la levadura, el hígado, las aves, las carnes sin grasa, los frutos secos y las legumbres. También se le encuentra en la lúcuma, también llamada mamey o zapote. El triptófano, precursor de la niacina, se encuentra abundantemente en la carne, la leche y los huevos.

## Requerimientos
La ingesta diaria recomendada de niacina es de 2 a 12 mg/día para niños, 14 mg/día para mujeres adultas, 16 mg/día para hombres adultos y 18 mg/día para mujeres embarazadas o lactantes.
La deficiencia severa de niacina en la dieta causa la enfermedad de la pelagra, mientras que la deficiencia moderada disminuye el metabolismo, causando una disminución en la tolerancia al frío.
Dietas deficientes en niacina tienden a ocurrir sólo en áreas donde las personas ingieren maíz como alimento principal (el maíz es un grano bajo en niacina), y en cuyo procesamiento no se utiliza calcio (como hidróxido de calcio) para aumentar su disponibilidad. El hidróxido de calcio es utilizado en el tratamiento del maíz para liberar el triptófano, proceso llamado nixtamalización, con lo que se busca incrementar la disponibilidad de la niacina y favorecer su absorción en el intestino.

## Usos farmacológicos
La ingesta de altas dosis de niacina produce un bloqueo o disminución de la lipólisis en el tejido adiposo, alterando así los niveles de lípidos en sangre. La niacina es usada en el tratamiento de la hiperlipidemia debido a que reduce las lipoproteínas de muy baja densidad (VLDL), un precursor de las lipoproteínas de baja densidad (LDL) o "colesterol malo". Debido a que la niacina bloquea la lipólisis del tejido adiposo, causa una disminución en los ácidos grasos libres en sangre y como consecuencia la disminución en la secreción de VLDL y colesterol por el hígado.
Así como la niacina disminuye los niveles de VLDL, también incrementa el nivel de lipoproteína de alta densidad (HDL) o "colesterol bueno", y por ello algunas veces se ha recomendado para pacientes con HDL bajo, quienes tienen mayor riesgo de sufrir un ataque al corazón.

### Piel grasa y acné
Existen indicios de que la niacina puede ser usada para el tratamiento del acné, aunque la evidencia aún es insuficiente.

## Toxicidad
Las personas que ingieren dosis farmacológicas de niacina de entre 1.5 y 6 g/día, experimentan ciertos efectos secundarios que pueden incluir:
- Manifestaciones dermatológicas
  - Enrojecimiento facial.
  - Piel seca.
  - Piel con erupciones que incluyen acantosis nigricans.

- Manifestaciones gastrointestinales
  - Dispepsia (indigestión).

- Manifestaciones oculares
  - Edema macular quístico.

- Toxicidad en hígado
  - Fallo hepático fulminante.
  - Hiperglicemia.
  - Arritmias cardíacas.
  - Defectos de nacimiento.

El enrojecimiento facial es el efecto secundario más comúnmente informado. Dura aproximadamente 15-30 minutos y algunas veces es acompañado por una sensación de prurito o picazón. Este efecto es mediado por prostaglandinas y puede ser bloqueado con la ingestión de 300 mg de aspirina una hora antes de ingerir la niacina, o con la ingestión de una tableta de ibuprofeno al día. Consumir la niacina con las comidas ayuda a reducir este efecto secundario. Después de una o dos semanas a dosis estables, la mayoría de los pacientes no muestran enrojecimiento. La liberación lenta o sostenida de las formas de niacina tiende a disminuir estos efectos secundarios.
Un estudio mostró que la incidencia de enrojecimiento facial fue 4.5 veces más bajo (1.9 a 8.6 episodios en el primer mes) con una formulación de liberación sostenida de la niacina.
Dosis por encima de 2 g/día han sido asociadas con daño al hígado, particularmente con formulaciones de liberación lenta.
Altas dosis de niacina pueden también elevar la glicemia en sangre (hiperglicemia) y por ende empeorar la diabetes mellitus. La hiperuricemia es otro efecto secundario por la ingestión de altas dosis de niacina, por esto la niacina puede empeorar la gota.
Las dosis de niacina usadas para disminuir el colesterol han sido asociadas con defectos en el nacimiento en animales de laboratorio, por lo que no se recomienda su consumo en mujeres embarazadas.
El consumo de niacina en dosis excesivamente altas puede ocasionar reacciones tóxicas agudas peligrosas para la vida. Se han reportado casos como el de un paciente que sufrió vómitos, posterior a la ingesta de 11 tabletas de niacina (500 mg) en 36 horas, sin embargo otro paciente no presentó sensibilidad por algunos minutos después de ingerir 5 tabletas de 500 mg de niacina en dos días. Dosis extremadamente altas de niacina también pueden causar maculopatía por niacina, un engrosamiento de la mácula y retina del ojo, lo cual conduce a visión borrosa y ceguera.
Debido a las reacciones adversas, se prefiere utilizar otros fármacos más fáciles de manejar y mejor tolerados por el paciente (en hipertrigliceridemias, gemfibrozil; en hipercolesterolemias, estatinas). Su asociación con estatinas o resinas potencia su acción hipocolesteromiante en pacientes con hipercolesterolemia familiar.

### Hexanicotinato de inositol
Un suplemento común de la niacina es el hexanicotinato de inositol, también conocido como hexaniacinato de inositol. Está compuesto por seis moléculas de ácido nicotínico (niacina) ligadas a una molécula de inositol. Usualmente es vendido como un producto que no produce enrojecimiento. Sin embargo no se ha demostrado si esta forma de niacina es farmacológicamente útil y si tiene efectos positivos ya que no es útil como tratamiento para el colesterol.